# EHF-Spieler des Jahres
Der EHF-Spieler des Jahres wird seit 2017 jedes Jahr auf der Webseite der EHF gewählt. Die Auswahl besteht aus den Spielern des EHF-Spielers des Monats.

## Spieler des Jahres
| Jahr | Name                    | Nation   | Verein           |       |
| ---- | ----------------------- | -------- | ---------------- | ----- |
| 2017 | Luka Cindrić            | Kroatien | RK Vardar Skopje | [ 2 ] |
| 2018 | Casper Ulrich Mortensen | Dänemark | FC Barcelona     | [ 3 ] |

### Bilder

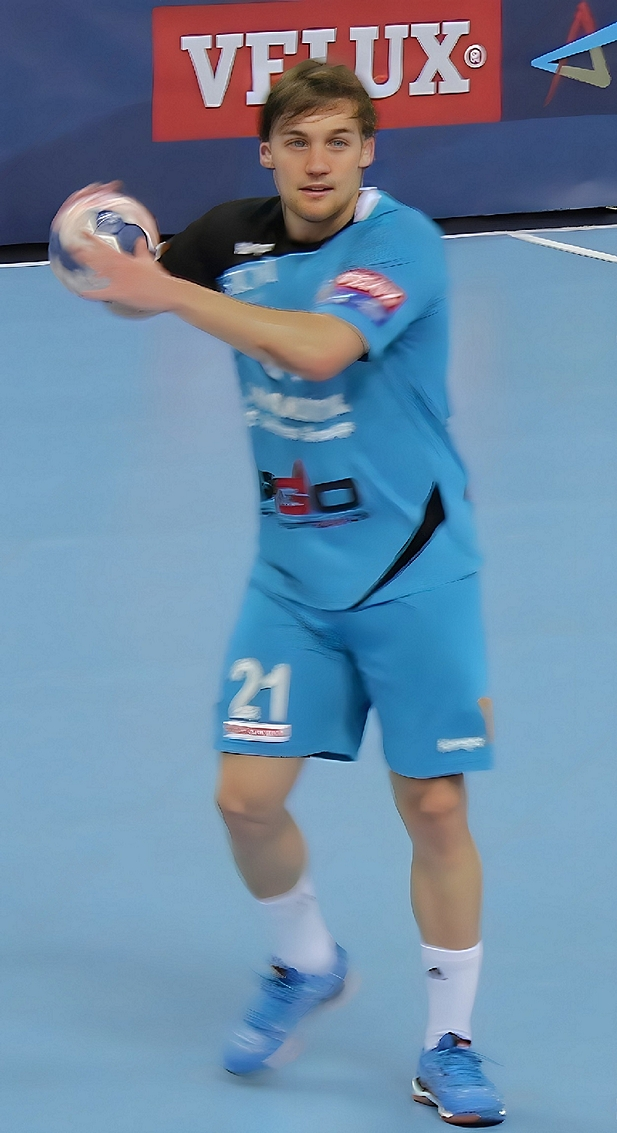
Luka Cindrić, 2017
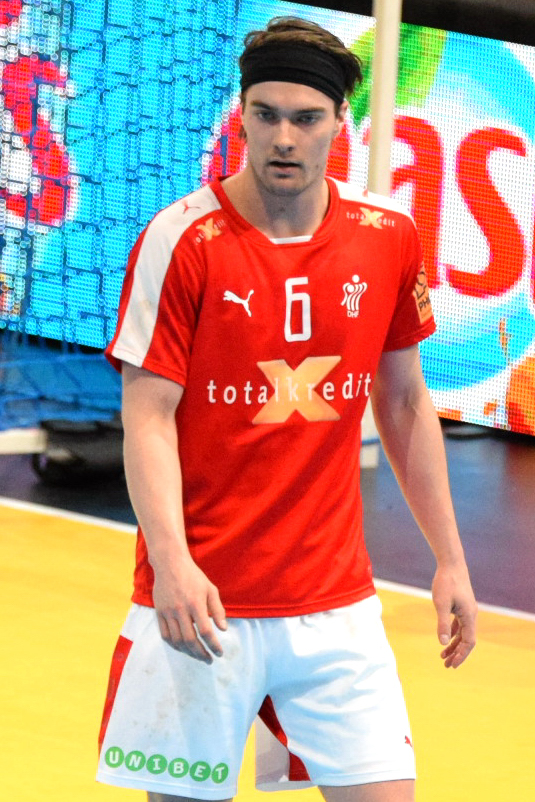
Casper Ulrich Mortensen, 2018

## Spielerin des Jahres
| Jahr | Name               | Nation   | Verein       |       |
| ---- | ------------------ | -------- | ------------ | ----- |
| 2017 | Cristina Neagu     | Rumänien | CSM Bukarest | [ 4 ] |
| 2018 | Cristina Neagu (2) | Rumänien | CSM Bukarest | [ 3 ] |

### Bilder

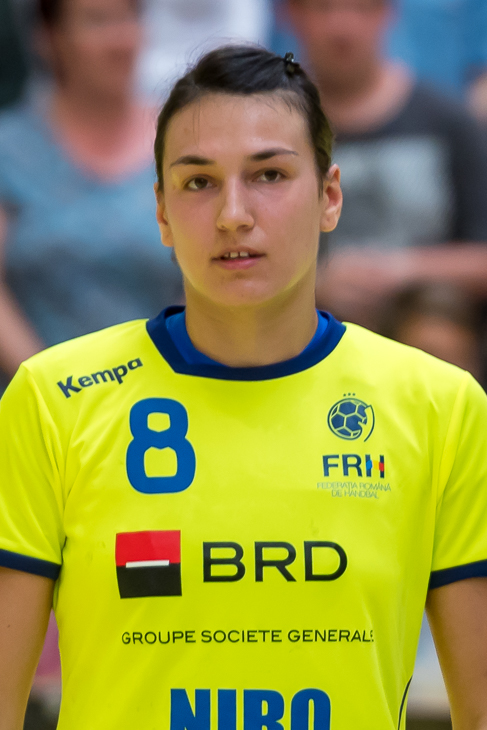
Cristina Neagu, 2017 und 2018